# Araneus zhangmu
Araneus zhangmu là một loài nhện trong họ Araneidae.
Loài này thuộc chi Araneus. Araneus zhangmu được miêu tả năm 2006 bởi Zhang, Da-xiang Song & Joo-Pil Kim.